# Гай Фульвій Плавціан
Гай Фульвій Плавціан (лат. Gaius Fulvius Plautianus; 150 — 22 лютого 205) — політичний і військовий діяч Римської імперії, консул 203 року.

## Життєпис
Народився у м. Великий Лептіс. Свою службу розпочав за імператора Коммода. Незабаром став praefectus vehiculorum, тобто відповідав за видачу субсидій. Після цього призначений відповідальним за дороги неподалік Риму. Слідом за цим отримав посаду відповідального за збір податків на нерухомість. За правління імператора Пертінакса призначений головою пожежної служби та очільником вігілів (поліції) Риму.
У 193 році підтримав свого родича Луція Септимія Севера у боротьбі за владу. Останній доручив йому своїх синів. У 197 році призначений префектом преторія. У 197 та 202 роках отримав консульські значки. Користувався повною довірою імператора Севера. У 202 році видав за імператорського сина Каракаллу свою доньку Фульвію.
У 203 році став консулом, разом з Публієм Семтимієм Гетою. Після смерті іншого префекта преторія — Квінта Емілія Сатурніна — залишився одноосібним головою преторіанців. Тоді ж увійшов до колегії понтифіків.
Посилення Плавціана викликало занепокоєння та підозри Каракалли, який намагався налаштувати батька-імператора проти префекта преторія. Тривалий час цього не вдавалося. Зрештою Каракалла підібрав начебто свідків змови Плавціана. Внаслідок цього під час аудієнції в імператорському палаці Гая Плавціана було вбито, майно його конфісковано.

## Родина
Дружина — Гортензія
Діти:
- Гай Фульвій Плавт Гортензіан[bg]
- Фульвія Плавціла